# Parafia Chrystusa Odkupiciela w Świdniku
Parafia Chrystusa Odkupiciela w Świdniku – parafia rzymskokatolicka w Świdniku, należąca do archidiecezji lubelskiej i Dekanatu Świdnik. 
Została założona 5 października 1988. Kościół parafialny został wybudowany w latach 1987–1992. Mieści się przy ulicy Kosynierów.

## Zasięg parafii
Do parafii należą wierni ze Świdnika mieszkający przy ulicach: Armii Krajowej, Działkowca, gen. Hallera, Hotelowej, Kochanowskiego, Kopernika, Kosynierów, Kościuszki, Mickiewicza, Niepodległości, Okulickiego, Pionierskiej, Racławickiej, Słowackiego i Smorawińskiego. 